# Scott (Ohio)
Pour les articles homonymes, voir Scott.
Scott est un village américain situé dans les comtés de Paulding et de Van Wert, dans l'Ohio. Selon le recensement de 2010, sa population est de 286 habitants.